# Monothélisme
 (septembre 2023).

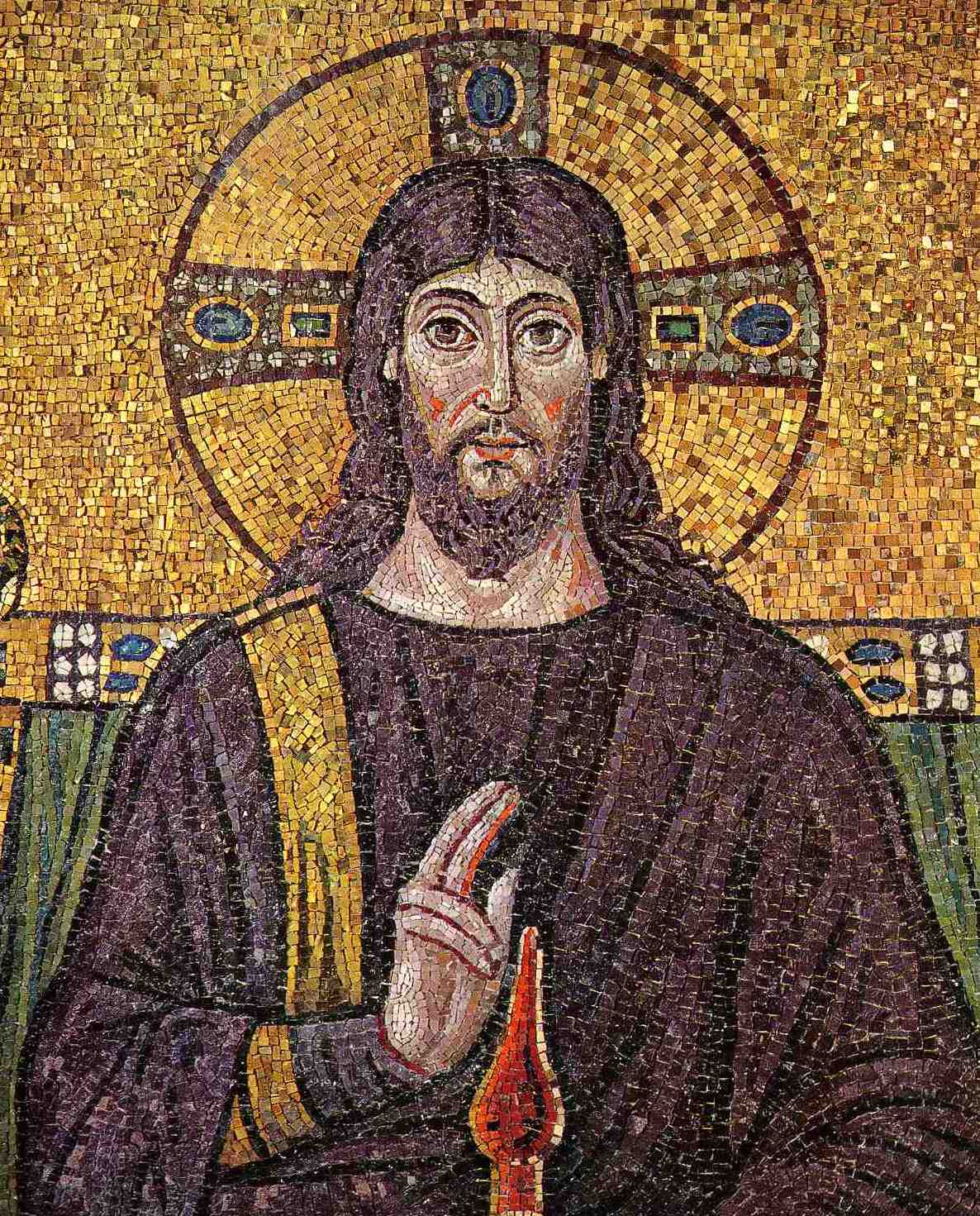
Mosaïque du Christ

Le monothélisme est un courant de pensée du christianisme, développé au VIIe siècle dans le but de réunifier l'Église chalcédonienne et les Églises des trois conciles, et condamné comme hérésie au troisième concile de Constantinople en 681.

## Situation historico-politique
Dans les années qui suivirent le quatrième concile œcuménique, le concile de Chalcédoine, en 451, différentes Églises orientales rejettent ses conclusions et se détachent de l'Église officielle.
La plupart de ces Églises professent des doctrines monophysites, condamnées par le concile dans son affirmation du dogme de la Trinité. Pour ces Églises, les deux natures du Christ, divine et humaine, se confondent, ce qui entraînera rapidement une dérive donnant prédominance à la nature divine. Le dyophysisme officiel, quant à lui, affirme la double nature du Christ, à la fois pleinement divine et pleinement humaine.
Le séparatisme de ces Églises, que l'on réunit sous le terme d'Églises des trois conciles, n'est pas dû uniquement à des divergences dogmatiques. Ces communautés chrétiennes sont en effet situées sur des territoires qui viennent ou sont sur le point d'échapper à l'autorité de l'Empire romain d'Orient. Il y a donc une volonté politique poussant à diminuer l'influence de Constantinople sur ces régions.
Cet état de fait pousse les souverains de l'Empire d'Orient à chercher un moyen de récupérer les dissidents au sein de l'Église œcuménique. Pour cela, un compromis dogmatique est proposé: le monothélisme.

## Histoire

### Établissement de la doctrine (616-638)
Le premier énoncé de la doctrine monothéliste date de 616 et a été énoncé par Serge, patriarche de Constantinople, avec l'appui de l'empereur d'alors, Héraclius Ier. Le but de ce dernier était d'unifier les chrétiens de l'empire afin de contrer l'importante menace perse, puis arabe.
Cet énoncé confirme le duophysisme établi en 451, mais précise que Jésus réalise ses actions par une seule volonté et une seule activité théandrique (mia theandrikê energeia, divino-humaine). Volonté se disant thêlema en grec, ce mot donnera son nom à cette doctrine. Le monothélisme a été bien accueilli par les monophysites et, en 633, les monophysites d'Égypte regagnent l'orthodoxie.
Cette formulation initiale est parfois appelée « monoénergisme » pour la distinguer du monothélisme ultérieur.
Néanmoins, plusieurs théologiens, dont Sophrone de Jérusalem, se sont opposés à cette formulation ; ils refusent en particulier la notion d'une seule activité. Ils convainquent Serge, pourtant l'instigateur du mouvement, de s'y opposer et ce dernier promulgue en cette même année 633, le "psêphos", un décret interdisant à tout chrétien de parler du nombre des activités de Jésus.
À Rome, le pape Honorius Ier confirme le "psêphos", mais laisse la porte ouverte à une seule volonté du Christ. Cette possibilité est saisie par Serge afin de poursuivre la politique d'union avec les monophysites.
En 638, une profession de foi, l'Ecthèse est publiée par l'empereur. Cette profession de foi, affichée sur la porte de la basilique Sainte-Sophie, confirme le "psêphos" et reconnaît au Christ une volonté unique. C'est le principe de base du monothélisme proprement dit, par opposition à la formulation initiale.
Cette publication n'a pas l'effet politique escompté : tout d'abord, les monophysites n'y adhèrent pas et restent opposés à l'Église officielle ; de plus cette publication marque le point de départ d'un conflit entre les patriarcats de Rome et Constantinople.

### Conflit entre Rome et Constantinople (638-655)
Ce conflit apparaît entre des hommes nouveaux. En effet, les trois protagonistes initiaux meurent à peu d'intervalle : Honoré Ier en 638, Sophrone et Héraclius Ier en 641. Il est exacerbé par la situation politique de l'Italie, dont la papauté se présente en défenseur : au nord, le pays est aux mains des Lombards ; le sud, depuis le règne de Justinien, est sous la coupe impopulaire de Constantinople.
Les hostilités sont ouvertes en 640, lorsque Jean IV condamne le monothélisme, sentence confirmée par son successeur, Théodore Ier. Cela n'a guère d'effet sur la politique du nouvel empereur Constant II, ni sur celle du patriarche Pyrrhus et de son successeur Paul II de Constantinople. Rome est contraint de durcir sa position en condamnant Pyrrhus et Paul en 646. Constantinople essaie sans succès de faire pression sur les représentants papaux locaux, mais devant le peu de succès, Constant II promulgue en 648 un nouveau décret, le Typos. Bien qu'abolissant l'Ecthèse, il essaie d'étouffer le débat en interdisant, comme le Pséphos quelques années plus tôt, de parler des volontés et des activités de Jésus. Ainsi, l'empereur pouvait rester fidèle au monothélisme, tout en muselant une querelle qui ne servait pas ses intérêts.
Le successeur de Théodore Ier, Martin Ier, réagit en convoquant un concile à Latran en 649. Ce concile condamne le monothélisme en affirmant la dualité des volontés et des activités et jette l'anathème sur les patriarches défendant l'hétérodoxie ; l'empereur réagit en envoyant des émissaires en Italie afin de forcer le clergé local à appliquer le Typos, également condamné à Latran. Les résistances sont fortes, mais Martin Ier est finalement arrêté en 653, jugé et exilé. Il meurt en Crimée en 655.

### IIIeConcile de Constantinople et condamnation du monothélisme (680-681)
Le conflit n'est néanmoins pas réglé et la question reste ouverte. C'est finalement l'empereur Constantin IV qui va clore le sujet : il convoque un concile œcuménique, le troisième concile de Constantinople. Cet événement proclame un nouveau dogme où le Christ est doté de « deux volontés, non pas opposées l'une à l'autre, mais une volonté humaine subordonnée à la volonté divine ».
Cela condamne définitivement le monothélisme qui ne réapparaîtra plus, mis à part une brève résurgence entre 711 et 713 dans l'empire d'Orient.